# Pou d'Esplugues
El Pou d'Esplugues és una poua, o pou de glaç, del terme municipal de Castellcir, al Moianès.
Està situat a la zona occidental del terme, a prop i al nord de la masia d'Esplugues i del Pont d'Esplugues. És a l'esquerra de la Riera de Fontscalents, al sud-est de Fontscalents i a llevant dels Camps de Portet. A prop i al nord seu es troba un altre pou de glaç: la Poua Montserrat.
Aquest pou és actualment (2011) difícil de veure, ja que està totalment cobert d'esbarzers. És a la vora de llevant d'un camp situat a l'esquerra de la Riera de Fontscalents.
El seu accés, a peu, es pot fer des del lloc on el Camí d'Esplugues travessa la Riera d'Esplugues per un passant a gual encimentat, just al nord de la masia d'Esplugues. Cal seguir riera amunt per la seva riba dreta, seguint el corriol que discorre sempre més proper a l'aigua. En havent passat la segona porta de filferrat, que delimita els espais pels quals circulen lliurement les vaques que pasturen en aquells camps, el corriol arriba a un lloc on es veuen diversos passos de vaques que travessen la riera i pugen cap a un camp que s'obre en aquell lloc, damunt de la riera. Una mica més enllà de la meitat del camp, al costat de llevant, es veu un esbarzer molt gran que agafa una forma circular. Sota seu es veuen les restes de la poua.
Entre els segles XVII i XX, es feia glaç aprofitant les obagues i l'aigua de les rieres, entre elles la de Castellcir, per vendre'l a Castellterçol, Moià i Barcelona. El transport es feia a la nit en carruatges de tir animal.

## Etimologia
La poua rep aquest nom de la masia a la qual pertany el pou de glaç, Esplugues.